# Mel Rodriguez
Melvin Dimas Rodriguez, detto Mel (Miami, 12 giugno 1973), è un attore statunitense.
È noto soprattutto per aver interpretato il ruolo di Patsy De La Serda nella serie televisiva Getting On di HBO e quello di Todd nella serie The Last Man on Earth trasmessa da Fox.

## Biografia
Rodriguez è nato a Miami, in Florida, ed è cresciuto nel quartiere di Little Havana. Inizialmente ha perseguito una carriera da pugile per poi passare, all'età di 17 anni, alla recitazione, su consiglio della sua insegnante delle superiori. La sua prima interpretazione è stata in una rappresentazione teatrale per sensibilizzazione sull'AIDS, intitolata The Inner Circle, insieme all'attivista Pedro Zamora.
Dopo essersi laureato presso la SUNY Purchase, Rodriguez è rimasto a Purchase e ha gestito un negozio di sigari, visitando di tanto in tanto New York per recitare sul palco. Nel 1999 ha avuto il suo primo ruolo sullo schermo, in un episodio della serie televisiva Law & Order. In seguito Rodriguez si è trasferito a Los Angeles in modo da indirizzare la sua carriera maggiormente verso il cinema e la televisione piuttosto che il teatro. Il suo primo ruolo in un lungometraggio è stato nella commedia del 1999 intitolata Wirey Spindell. Nel 2002 ha ottenuto il ruolo ricorrente di Frank nella serie televisiva di ABC George Lopez.
In seguito ha avuto parti minori in vari film, tra cui Panic Room (2002), The Terminal (2004), Le tre sepolture (2005) e Little Miss Sunshine (2006).
Tra il 2010 e il 2011 ha fatto parte del cast principale della serie televisiva Running Wilde, interpretando Migo Salazar. Tra il 2013 e il 2015, invece, è stato nel cast principale della serie Getting On di HBO, nel ruolo dell'infermiere Patsy De La Serda. 
Rispettivamente nel 2011 e nel 2014, ha interpretato personaggi ricorrenti nelle serie Community (il sergente Nunez) e Enlisted (il caporale Chubowski).
Nel 2015 ha recitato nella prima stagione di Better Call Saul rivestendo per due episodi i panni di Marco, miglior amico e complice del protagonista Jimmy McGill. A partire dallo stesso anno è tra gli interpreti principali della serie televisiva The Last Man on Earth, trasmessa da Fox.

## Filmografia

### Cinema
- Wirey Spindell, regia di Eric Schaeffer (1999)
- Showtime, regia di Tom Dey (2002)
- Panic Room, regia di David Fincher (2002)
- Deuces Wild - I guerrieri di New York (Deuces Wild), regia di Scott Kalvert (2002)
- Garfield - Il film (Garfield: The Movie), regia di Peter Hewitt (2004)
- The Terminal, regia di Steven Spielberg (2004)
- Le tre sepolture (The Three Burials of Melquiades Estrada), regia di Tommy Lee Jones (2005)
- Little Miss Sunshine, regia di Jonathan Dayton e Valerie Faris (2006)
- The Reef - Amici per le pinne (Shark Bait), regia di Howard E. Baker, John Fox e Kyung Ho Lee (2006) - voce
- Identità sospette (Unknown), regia di Simon Brand (2006)
- Big Top, regia di J.P. Mulero (2006)
- West of Brooklyn, regia di Danny Cistone (2008)
- La terrazza sul lago (Lakeview Terrace), regia di Neil LaBute (2008)[4]
- Vicini del terzo tipo (The Watch), regia di Akiva Schaffer (2012)
- Fat, regia di Mark Phinney (2013)
- Suburban Gothic, regia di Richard Bates Jr. (2014)
- Overboard, regia di Rob Greenberg (2018)
- Il suo ultimo desiderio (The Last Thing He Wanted), regia di Dee Rees (2020)

### Televisione
- Law & Order - I due volti della giustizia (Law & Order) – serie TV, 1 episodio (1999)
- Squadra emergenza (Third Watch) – serie TV, 1 episodio (1999)
- George Lopez – serie TV, 5 episodi (2002-2007)
- Fidel - La storia di un mito (Fidel), regia di David Attwood – film TV (2002)
- Malcolm (Malcolm in the Middle) – serie TV, 1 episodio (2002)
- Una mamma per amica (Gilmore Girls) – serie TV, 1 episodio (2002)
- Andy Richter Controls the Universe – serie TV, 1 episodio (2002)
- NYPD - New York Police Department (NYPD Blue) – serie TV, 1 episodio (2004)
- CSI: NY – serie TV, 1 episodio (2004)
- The Bernie Mac Show – serie TV, 1 episodio (2005)
- Ghost Whisperer - Presenze (Ghost Whisperer) – serie TV, 1 episodio (2005)
- Thick and Thin – serie TV, 1 episodio (2006)
- Notes from the Underbelly – serie TV, 1 episodio (2007)
- Senza traccia (Without a Trace) – serie TV, 1 episodio (2007)
- Avvocati a New York (Raising the Bar) – serie TV, 1 episodio (2008)
- Kath & Kim – serie TV, 1 episodio (2008)
- House of Payne (Tyler Perry's House of Payne) – serie TV, 3 episodi (2008-2009)
- The Station, regia di Ben Stiller – film TV (2009)
- The Middle – serie TV, 1 episodio (2009)
- FlashForward – serie TV, 2 episodi (2009)
- The Eastmans, regia di Jason Ensler – film TV (2009)
- Big Love – serie TV, 2 episodi (2010)
- Choke.Kick.Girl: The Series – serie TV, 8 episodi (2010-2012)
- Running Wilde – serie TV, 13 episodi (2010-2011)
- Workaholics – serie TV, 1 episodio (2011)
- Community – serie TV, 3 episodi (2011)
- Hot in Cleveland – serie TV, 1 episodio (2012)
- The Producer, regia di Sean McGinly – film TV (2012)
- Getting On – serie TV, 17 episodi (2013-2015)
- The New Normal – serie TV, 1 episodio (2013)
- Enlisted – serie TV, 8 episodi (2014)
- Better Call Saul – serie TV, 3 episodi (2015-2017)
- The Last Man on Earth – serie TV, 61 episodi (2015-2018)
- Philip K. Dick's Electric Dreams – serie TV, episodio 1x07 (2017)
- On Becoming a God (On Becoming a God in Central Florida) – serie TV, 10 episodi (2019)
- Briarpatch – serie TV, 4 episodi (2020)
- CSI: Vegas – serie TV, 10 episodi (2021)
- Carol e la fine del mondo (Carol & The end of the World) – serie TV (2023, voce)
- The Residence – miniserie TV (2025)

## Videografia
- Greens and Blues dei Pixies (2014) - video musicale[5]

## Doppiatori italiani
Nelle versioni in italiano delle opere in cui ha recitato, Mel Rodriguez è stato doppiato da:
- Roberto Stocchi in The Last Man on Earth, The Residance
- Roberto Certomà in Panic Room
- Achille D'Aniello in CSI: NY
- Vladimiro Conti in The Middle
- Stefano Albertini in Community
- Alessandro Quarta in Getting On
- Francesco De Francesco in Better Call Saul
- Riccardo Scarafoni in Philip K. Dick's Electric Dreams
- Stefano Thermes in Overboard
- Massimo De Ambrosis in On Becoming a God
- Gianluca Machelli in CSI: Vegas

Da doppiatore, è sostituito da:
- Fabrizio Manfredi in Carol e la fine del mondo